# Чиливунг
Чиливу́нг (индон. Ciliwung, сунд. Ci Liwung, дословно — «мутная река») — река в Индонезии, на острове Ява. Длина, по различным подсчётам — 89 или 117 км, площадь водосборного бассейна — от 347 до 375 км².
Берёт начало на северном склоне вулкана Пангранго, южнее города Богор. На значительной части нижнего течения вплоть до впадения в Яванское море проходит по территории столицы Индонезии, Джакарты, являясь крупнейшей рекой этого города.
В период начала голландской колонизации Явы эта река имела важное значение как транспортная артерия и источник пресной воды. В настоящее время хозяйственное значение реки существенно снизилось. Её вода сильно загрязнена промышленными и бытовыми сбросами.

## Гидрография
Длина реки, по различным подсчётам — 89 или 117 км, площадь бассейна — от 347 до 375 км². Река не отличается значительной шириной и глубиной. Дебит Чиливунга в период годичного максимума осадков достигает 500 млн м³ в год.
Исток Чиливунга находится в гористой местности, носящей историческое название Пунча́к, на границе двух округов (кабупа́тенов) провинции Западная Ява — Богор и Чианджур, примерно в 60 км от Джакарты (если считать по прямой). Первые километры река проходит по территории, изобилующей каменистыми перепадами и порогами. Затем протекает по территории городов Богор и Депок, преимущественно по равнинной местности. Ниже Богора Чиливунг протекает в основном в сильно урбанизированном ландшафте; последние километры — в черте Особого столичного округа Джакарта. В черте города она служит границей между двумя муниципалитетами Столичного округа — Южной и Восточной Джакартой. Впадает в Яванское море в районе торгового порта Джакарты. Является крупнейшей из 13 рек, протекающих по территории индонезийской столицы.
Нижняя часть Чиливунга примерно от географического центра Джакарты до впадения в море проходит по искусственно углублённому руслу, с берегами, укреплёнными бетонной кладкой. От русла реки отведено несколько каналов, предназначенных для приёма излишков воды в дождливый период во избежание наводнений. Это не всегда даёт должный эффект; разлив Чиливунга вносит значительный вклад в наводнения, случающиеся в Джакарте практически ежегодно: особенно масштабным из произошедших за последнее время стало наводнение 2020 года. Для улучшения положения властями Джакарты и прилегающих к столице округов провинции Западная Ява в январе 2014 года согласован план строительства дополнительной системы гидротехнических сооружений, в частности, двух подземных резервуаров и туннеля длиной более 1,2 км для сезонного отвода вод Чиливунга в реку Чисадане, протекающую к западу от Чиливунга и впадающую в Яванское море севернее международного аэропорта Сукарно-Хатта.

## Природа реки и поймы
Река протекает либо по городской, либо по крайне густо заселённой сельской местности. Подсчитано, что в 2000 году в бассейне реки проживало 4 088 000 чел. При этом, в силу общего быстрого темпа урбанизации острова Ява, пойма реки продолжает интенсивно застраиваться, а население данной местности стремительно растёт.
Уже в верхнем течении река подвергается сильному загрязнению из-за сброса промышленных и сточных вод. В черте Джакарты это загрязнение становится чрезвычайно высоким. Согласно подсчётам 2004—2006 годов, в реку попадало около 107,6 т загрязняющих веществ в час, как органических, так и неорганических. Три четверти этого количества приходилось на Джакарту. Ситуация усугубляется тем, что малоимущее население Джакарты использует реку для сброса всевозможных бытовых отходов и слива нечистот. В черте Столичного округа вода в реке мутная.
Несмотря на исключительно высокий уровень загрязнения, в реке сохраняется довольно значительная ихтиофауна. Из 33 видов рыб, обитавших в этой реке согласно исследованиям 1907 года, в настоящее время в Чиливунге продолжают обитать 20. Некоторые из этих видов имеют определённое значение для сельского населения, живущего в верховьях реки, как объект промысловой и любительской ловли. Это, прежде всего, небольшой сом Hemibagrus nemurus, рыба Tor soro из рода торы семейства карповых, представитель рода пунтиус Puntius binotatus, расбора Rasbora aprotaenia и др. Всего же в составе ихтиофауны реки было описано 187 видов, среди которых пресноводные крабы, креветки и другие ракообразные. Встречаются и инвазивные виды, например тилапия. Численность всех видов в настоящее время весьма низка и продолжает сокращаться.

## Историческое значение
Река Чиливунг имела важное значение как транспортная артерия в период первоначального проникновения Нидерландской Ост-Индской компании на Яву в начале XVII века. Первые голландские постоянные владения на территории Явы были привязаны к этой реке: в частности, первый форт Ост-Индской компании — Батавия, ставший в короткий срок центром одноимённого города, в последующем — столицы Индонезии Джакарты, был построен в 1619 году у места впадения Чиливунга в море. Река активно использовалась голландцами как для перевозки на лодках различных товаров, так и как основной источник пресной воды, что значительно облегчало дальнейшее освоение ими прилежащих территорий.
С Чиливунгом непосредственно связан один из самых драматических эпизодов в истории нидерландской колонизации Явы — осада Батавии войсками сусухунана Матарама Агунга в 1629 году. Будучи не в состоянии взять крепость штурмом, матарамские войска сначала попытались перекрыть Чиливунг, стремясь лишить осаждённых питьевой воды, а потерпев в этом неудачу, обильно загрязнили реку трупами и нечистотами. Загрязнение привело к вспышке эпидемий холеры и дизентерии, приведшей к большим жертвам как в стане оборонявшихся, так и в числе осаждающих (среди умерших был основатель Батавии, генерал-губернатор Нидерландской Ост-Индии Ян Питерсоон Кун). Эта затея не помогла матарамцам: даже ослабленные эпидемиями, голландцы смогли удержать цитадель и через несколько дней после смерти своего командующего обратили яванцев в бегство.
С ростом города и увеличением численности населения загрязнение реки сточными водами стало сказываться всё сильнее. К 1740-м годам загрязнённость воды в Чиливунге привела к распространению инфекционных заболеваний, прежде всего холеры. Тем не менее, вода из реки использовалась для питья в сыром виде вплоть до середины XIX столетия. В 1827 году был сооружён первый канал для регулирования уровня воды, который в предшествовавшие десятилетия значительно снизился из-за заиливания, которое, в свою очередь, было вызвано, помимо прочего, частыми землетрясениями). В последующий период неоднократно проводились работы по углублению русла и изменению его направления. На протяжении XIX века и в первой половине XX века было построено несколько водохранилищ, наполняемых водами Чиливунга.
В настоящее время Чиливунг не имеет транспортного значения, хотя лодки могут подниматься по нему практически до середины Столичного округа. Это касается, прежде всего, плавания на лодках во время праздничных церемоний, проводимых местной китайской общиной. Река, несмотря на сильное загрязнение, продолжает рассматриваться властями Джакарты как источник воды.